# اوشن رنجر
اوشن رنجر (به انگلیسی: Ocean Ranger) یک کشتی بود که طول آن ۳۹۶ فوت (۱۲۱ متر) و ارتفاع آن ۳۳۷ فوت (۱۰۳ متر) بود. این کشتی در سال ۱۹۷۶ ساخته شد.